# Juan Manuel Ortí y Lara
Juan Manuel Orti y Lara (Marmolejo, 29 de octubre de 1826-Madrid, 7 de enero de 1904) fue un filósofo, jurista y periodista católico español, encuadrado en el tradicionalismo, derivado, posteriormente, a la escisión integrista y finalmente al conservadurismo alfonsino. En 1898 fue nombrado académico de la Real Academia de Ciencias Morales y Políticas. Fue cofundador de la Pontifica Academia Romana de Santo Tomás de Aquino.

## Biografía

### Primeros años y formación
Nació en 1826 en la villa jienense de Marmolejo, hijo del médico Vicente Orti Criado y de Marina de Lara. Su familia era muy religiosa y tradicional. 
A los trece años le enviaron a un Colegio de Humanidades existente en Andújar, donde cursó, de 1839 a 1840, Lógica, Gramática, Matemáticas y Dibujo Lineal. Al curso siguiente marcha a Jaén e ingresa en el Colegio de Humanidades, llamado de Nuestra Señora de la Capilla. Allí se inició sobre él la poderosa influencia educativa del lectoral de la catedral de Jaén y profesor del Colegio de Nuestra Señora de la Capilla, José Escolano y Fenoy, que años más tarde fue nombrado obispo de la Diócesis de Jaén, dejando un memorable recuerdo de su actuación. Esto es reconocido por el propio Orti y Lara en uno de sus escritos: 

«El amor y solicitud de este insigne varón me acompañaron en Granada, de donde el Sr. Escolano era natural, y a ellos debí en gran parte haberme dedicado a la lectura de autores eminentes como Bonald, Frayssinous y Balmes».

Orti y Lara contrajo matrimonio con la hermana de su maestro, falleciendo esta en Madrid el 13 de junio de 1896. A su memoria dedicaría Orti sus Fundamentos de la Religión, en los que se encuentran referencias a las Lecciones elementales de los Fundamentos de la Religión de Escolano.
De Jaén, marchó Orti y Lara a Granada, y allí cursó Derecho. Le otorgaron una beca de las llamadas de jurista en el Colegio de San Bartolomé y Santiago, que todavía por aquel tiempo estaba organizado a la antigua, con su internado, cargos escolares de clásico sabor y actos públicos en que se sostenían tesis en latín y en forma silogística. Estudió cuatro cursos de derecho en la  Universidad de Granada, y el quinto y el sexto (de 1846 a 1848) los hizo en la Universidad de Madrid, donde obtuvo la licenciatura en Derecho (1847). Durante su primera estancia en Madrid conoció a Jaime Balmes, entonces en el apogeo de su gloria. Para terminar sus estudios de derecho volvió a la Universidad de Granada, donde obtuvo el doctorado en Derecho (1849).
A partir de 1950 compaginó el inicio de su vida docente con los estudios de Filosofía y Letras en la Universidad de Granada, donde obtuvo la licenciatura en Filosofía, y en la Universidad de Madrid, donde obtuvo el doctorado en Filosofía (1868).

### Vida docente
En 1847, y previa oposición, había sido nombrado regente de segunda en Psicología y Lógica. En 1848, fue nombrado sustituto de la clase de Lógica en el Instituto. En 1849 obtuvo por oposición la plaza de catedrático. Veintitrés años tenía cuando se sentó en la cátedra del profesorado oficial.
El triunfo de la Revolución de 1868 se plasmó en un nuevo texto constitucional que convulsionó a parte de la opinión pública, la cual consideró que éste rompía la unidad católica del país. Promulgada la Constitución de 1869 se negó a jurarla, por lo que le destituyeron, pero no por eso se interrumpió su magisterio. La Asociación de Católicos, presidida por el marqués de Viluma, fundó en Madrid una "universidad", aunque con el modesto título de Estudios, cursándose todos los grados de la enseñanza, desde las primeras letras hasta el doctorado de casi todas las facultades. Al frente de estos Estudios Católicos fue puesto Francisco de Asís Aguilar, más adelante obispo de Segorbe y senador. A Juan Manuel Orti de Lara y Francisco Aguilar les unía una gran amistad y ambos habían fundado y sostenido una revista religiosa científica, titulada La Ciudad de Dios (1870), un primer empeño periodístico cultural- religioso en la que también colaboró Manuel Muñoz Garnica, lectoral de Jaén, que también coincidió con Orti en La Razón Católica. 
Los mismos gobiernos revolucionarios reconocieron la ilegitimidad del despojo de que había sido víctima Orti y Lara y le declararon catedrático excedente y si no le devolvieron la cátedra en el Instituto del Noviciado, era por haber ya adquirido la posesión de la cátedra un catedrático krausista.
Con el trabajo de profesor alternó Juan Manuel Orti en Granada el ejercicio de la abogacía. Abandonada la profesión de abogado, que no se avenía a su forma de ser, encauzó su vida por la vía que había de recorrer constantemente hasta el término de ella: el templo, el hogar, la cátedra el despacho y la redacción.
La labor filosófica de Orti se plasmó en gran número de publicaciones, entre las que cabe destacar: Psicología (1852), Psicología y Lógica (1863), Manuales de Metafísica (1887) y Curso abreviado de Psicología, Lógica y Ética (1890). Fue miembro de la Pontificia Academia de Santo Tomás de Aquino.
Según Juan Marín del Campo, Juan Manuel Ortí y Lara fue uno de los grandes tomistas españoles contemporáneos, junto con los tres padres dominicos fray Ceferino González, fray Joaquín Fonseca y fray Norberto del Prado.

### Periodista
En el Triunfo y La Alhambra, periódicos de Granada, parece que hizo sus primeras intervenciones como periodista. En 1864 fundó La Armonía, sociedad literario-católica. En ella pronuncia durante los años 1864-65 sus Lecciones sobre el Krausismo, doctrina a la que opuso el escolasticisimo tomista del que fue un gran apologeta. Fue redactor de El Pensamiento Español y más tarde de El Siglo Futuro, diario carlista y después integrista, en el que publicó numerosos artículos, algunos de los cuales dieron lugar a las obras El credo político de los católicos y La Inquisición. En 1887 dirigió la revista La Ciencia Cristiana y, ya jubilado, fundó en Madrid en 1899 El Universo, diario católico y dinástico, en cuya dirección le sucedió su discípulo Rufino Blanco y Sánchez.

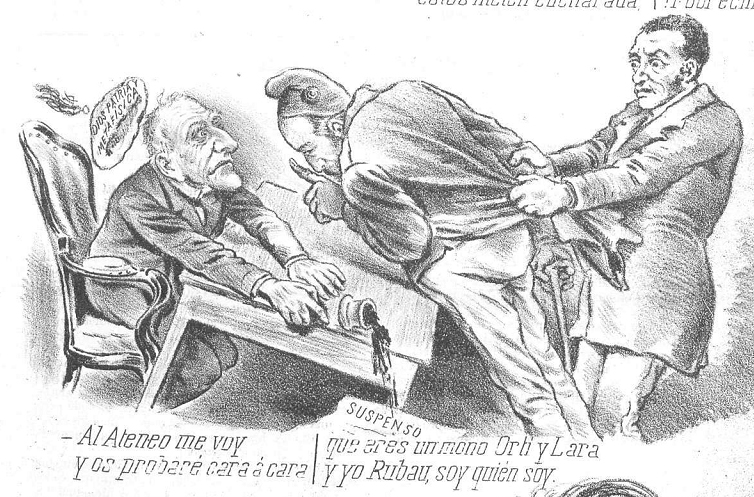
Caricatura de Ortí y Lara y José Rubau en la revista Don Quijote, 1894.

Cuando a fines de 1890 el presidente del gobierno, el conservador Antonio Cánovas del Castillo habló en el Ateneo de Madrid de la necesidad de la intervención del Estado para resolver la cuestión social —pues no bastaba con las actitudes morales: la caridad de los ricos y la resignación de los pobres—, Ortí y Lara le acusó de «caer en la sima del socialismo, violando los principios de la justicia, que consagran el derecho de la propiedad», alabando a continuación «el oficio de la mendiguez, [que] no repugna a la religión; al contrario, la religión la ha sancionado… y la ennoblece. […] El espectáculo de la mendiguez… [fomenta] el espíritu cristiano».
Influido por los planteamientos del papa León XIII hacia los poderes constituidos, Ortí y Lara se separó del partido integrista en 1893 para defender la monarquía alfonsina desde la extrema derecha conservadora. En 1900 El Siglo Futuro le dedicaría una crónica negra, en la que el periódico lo acusaría a él y a Félix Sardá y Salvany de traidores. Desde 1900 hasta mediados de 1902 Juan Manuel Ortí y Lara dirigiría el periódico El Universo. Falleció en Madrid el 7 de enero de 1904, después de una larga enfermedad.

## Obras

#### Libros:
- Curso elemental de Filosofía: Psicología (Granada: Imprenta José M. Zamora, 1852).
- Ética o principios de Filosofía moral (Madrid, Castro Palomino, 1853).
- El Racionalismo y la Humildad (Madrid, Imprenta Tejado, 1862).
- Krause y sus discípulos convictos de panteísmo (Madrid, Imprenta de Tejado, 1864).
- Lecciones sobre el sistema de filosofía panteística del alemán Krause (Madrid, Impenta Tejado, 1865).
- Lógica (Madrid, Imprenta Tejado, 1868, 4.ª ed.; Madrid, Imprenta Aguado, 1876, 5.ª ed.).
- Psicología (Madrid, Imprenta Tejado, 1868).
- Introducción al estudio del Derecho, y Principios de Derecho natural (Madrid, Conesa, 1874).
- La Inquisición (Madrid, Imprenta Aguado, 1877).
- La ciencia y la divina revelación (Madrid, Imprenta Gutenberg, 1881).
- Los derechos del Papa no prescriben (Madrid, Tipografía Gutenberg, 1881).
- El catolicismo y el libre cambio (Madrid, Tipografía Gutenberg, 1882).
- Ni complicidad ni rebeldía. Adición de “La última etapa del liberalismo católico” (Madrid, Tipografía Gutenberg, 1883).
- El catecismo de los textos vivos (Madrid, Castroviejo, 1884).
- Lecciones sumarísimas de Metafísica y Filosofía natural, 2 vols. (Madrid, Imprenta Asilo de Huérfanos, 1887).
- Principios de Psicología según la doctrina de Santo Tomás de Aquino mirando el estado de la cultura moderna, 2 vols. (Madrid, Imprenta San Francisco de Sales, 1890).
- Los grandes arcanos del universo o filosofía de la naturaleza (Madrid, Sociedad Editorial de San Francisco de Sales, 1890).
- Curso abreviado de Psicología, Lógica y Ética, 2 vols. (Madrid, Imprenta San Francisco de Sales, 1891-1892).
- La encíclica de 16 de febrero y la unión de los católicos de España (Madrid, Imprenta Luis Aguado [1893]).
- El reconocimiento de Don Alfonso XIII por los católicos españoles (Madrid, Imprenta Luis Aguado [1893]).
- El deber de los católicos españoles con los poderes constituidos (Madrid, Imprenta de los Huérfanos, 1894).
- El naturalismo en la segunda enseñanza (Madrid, San Francisco de Sales, 1895).
- Vida compendiada de V. M. Baret (Friburgo, Herder, 1897).
- Curso abreviado de metafísica y filosofía natural (Madrid, 1898, 2.ª ed.).
- Teorías opuestas entre sí acerca del Estado y su fin (Madrid, Imprenta San Francisco de Sales, 1899).

## Citas sobre Orti y Lara
· “De temperamento rígido por naturaleza, y de miras algo estrechas, ha sido un propagandista incansable de las doctrinas de Santo Tomás, con celo y buena voluntad dignos de aplauso y admiración” (M. Arnaiz, La “Neoescolástica” al comenzar el siglo XX, 335-336).
· “Escritor atildado, polemista católico incansable, tomista puro y filósofo cristiano de los más notables y genuinos del siglo XIX. En todos sus libros, que son muchos, campea la más pura doctrina tomista, que el autor hace gala de defender.” (A. Herranz, Compendio de Historia de la Filosofía, 323-345).
· “Con sus escritos polémicos y sus tratados didácticos, llegó a ser el adalid del pensamiento tradicional, más rígido en su actitud que el Cardenal Ceferino, y Miguel Yus” (M.C. GARCÍA TEJERA, Presencia de las corrientes europeas de pensamiento en las retóricas y poéticas españolas del siglo XIX).